# Allomyia acerosa
Allomyia acerosa là một loài Trichoptera trong họ Apataniidae. Chúng phân bố ở miền Cổ bắc.